# Desa Munjul (administrativ by i Indonesien, Jawa Barat, lat -6,27, long 106,46)
Desa Munjul är en administrativ by i Indonesien.   Den ligger i provinsen Jawa Barat, i den västra delen av landet, 40 km väster om huvudstaden Jakarta.